# Цетцнер, Лазарь
Лазарь Цетцнер (фр. Lazare Zetzner, ок. 1551—1616) — страсбургский издатель и гуманист. Известен благодаря реализации двух крупных издательский проектов: публикации корпуса текстов Раймунда Луллия и подготовке шеститомной антологии алхимических текстов «Theatrum Chemicum».
Издательская активность Лазаря Цетцнера приходится на 1582—1616 годы. В этот период за некие заслуги он получил от императора Рудольфа II дворянский титул и входил в «совет пятнадцати» родного города.

## Издательская деятельность

### Гуманитарные науки
Типографской эмблемой Цетцнера являлась голова Минервы и девиз «Scientia immutabilis». Основная издательская деятельность Цетцнера происходила в Страсбурге, но филиалы его предприятия были также в Кёльне и Франкфурте. Значительная часть книг была из издана по заказу Страсбургской академии. Помимо собрания текстов Луллия (ок. 1000 страниц) и «Theatrum Chemicum» (ок. 3500 страниц), Цетцнером была издана серия классических латинских и греческих авторов. При подготовке латинских текстов издатель сотрудничал с профессорами Академии, Йозефом Лангом и Мельхиором Юниусом. «Историческая» издательская серия Цетцнера включала подборку княжеских зерцал и ряд исторических трактатов. В 1590 году он переиздал Rerum Germanicarum libri tres Беатуса Ренатуса с дополнениями по истории Германии за авторством Йодокуса Виллиха, Виллибальда Пиркгеймера, Герхарда Гельденхауэра и Конрада Цельтиса. В 1598 году Цетцнер издал «Methodus ad facilem historiarum cognitionem» («Метод лёгкого изучения истории») Жана Бодена, а между 1610 и 1612 обратился к итальянской историографии, подготовив первое немецкое изданий «Флорентийской истории» Леонардо Бруни, труды Пьетро Джустиниани и Натале Конти. Для «Истории Флоренции» Никколо Макиавелли Wtnwyth написал предисловие.
Важным направлением деятельности Цетцнера было издание текстов по правоведению. В силу специфики спроса, на немецком языке издавались разнообразные учебники, а на латыни академические издания. В данных публикациях Цетцнер демонстрировал свои протестантские симпатии, публикуя тексты соответствующей направленности. К группе правовых изданий примыкает двухтомная подборка текстов по демонологии и борьбы с ведьмами «Malleorum quorundam maleficarum tarn veterum quam recentiorum authorum tomi duo», с которой Цетцнер начал свою карьеру издателя в 1582 году. В первый том сборника вошёл «Молот ведьм» Якоба Шпренгера и Генриха Инститориса, во второй — трактаты Бернарда Базина (Bernardus Basin), Ульриха Молитора, Джироламо Менги (Girolamo Menghi), Жана Жерсона, Томаса Мурнер, Феликса Хеммерлина и Бартоломео Спина.
В области философии важнейшим предприятием Цетцнера было издание в 1598 году «Raymundi Lullii Opera», в которое вошли 13 текстов философа XIII века Раймунда Луллия. Книга имела успех, и в 1609 году была переиздана самим Цетцнером, и в 1617 и 1651 годах его наследниками.

### Алхимия и медицина
Большое значение имела поддержка, которую Лазарь Цетцнер оказал парацельсианскому движению. В 1603 году он переиздал в двух томах первое собрание сочинений Парацельса, подготовленное в 1589—1591 годах Йоханом Хузером и отпечатанном в базельской типографии Конрада Вальдкирха. Двумя годами позднее Цетцнер издал третий том с сочинениями по хирургии, которые Хузер подготовил для базельского издания, но не успел опубликовать. В 1608 году страсбургский издатель выпустил том с ещё двумя сочинениями Парацельса. Издавал Цетцнер и труды представителей официальной медицины: «Фармакопею» Бриса Бодерона, «Немецкую аптеку» Вальтера Риффа, подготовленную испанцем Андресом Лагуна «Эпитому» Галена, труды по гинекологии Израэля Шпаха, а также два тактата по термальным источникам Иоганна Рудольфа Зальцмана (Johannes Rudolf Saltzmann). Последние два автора были профессорами медицины в Академии.
Способствуя распространению парацельсианства, Цетцнер издавал труды таких алхимиков, как Герхард Дорн, Бенедикт Фигулус и Генрих Кунрат. Изданный в два этапа «Theatrum Chemicum» Цетцнера (первые три тома в 1602 году в Оберурзеле, четвёртый том в Страсбурге), не был первым алхимическим компендиумом, но далеко превосходил своих предшественников. Большое значение имело предпринятое в 1598 году Цетцнером 12-томное собрание сочинений Раймунда Луллия («Raymundi Lullii Opera»). В 1609 году оно было переиздано самим издателем, а затем два раза, в 1617 и 1651 годах его наследниками. Большая часть текстов собрания не принадлежит перу Луллия, и включает как фальшивки и ложные атрибуции, так и сочинения Джордано Бруно. В 1600 году Цетцнер издал в четырёх томах трактат о магии последователя Луллия Пьера Грегуара «Syntaxes artis mirabilis».